# 松本邦彦
松本 邦彦（まつもと くにひこ、1964年10月7日 - ）は、日本のボーカリスト,ギタリスト,ベーシスト,ドラマー,作曲家,編曲家,音楽プロデューサー,実業家,バンド「コルベッツ」リーダー。

## 人物・略歴

### 結成〜メジャー・デビュー
1964年、東京都荒川区に生まれる。
1983年、後述のバンドでのメジャー・デビュー前に水谷豊主演日本テレビ系列テレビドラマ『事件記者チャボ!』に水谷の親戚役で第1話に出演。
1985年にコルベッツの前身であるロックバンド「コルベット」を結成。翌1986年には　吉祥寺にあるライブハウス・ペンギンハウスで初ライブを開催。
1988年にリクルートの社員として就職。イベントなどの企画・製作に携わる。翌1989年、東京・湾岸にて一夜限りのライブクラブハウス「Blues in F号倉庫 1989」を敢行、角川書店『Tokyo Walker』とリクルート『カーセンサー』など雑誌に取り上げられる。
1990年にはニューヨーク・アポロ・シアター主催「アマチュアナイト in ジャパン」へエントリー。本牧アポロ・シアター・アマチュアナイトにて1620組のトップ・キング・オブ・アポロを受賞、翌1991年にニューヨーク・アポロ・シアターに日本人では初となるゲスト出演を果たす。
1991年、コルベッツとしてシングル『Dancin'』でマイカルハミングバードからメジャー・デビュー。10万枚のヒット。1992年に日本テレビ系列ドラマ『刑事貴族3』のOP曲『Danger City』を発表。1993年に日本テレビ系列ドラマ『日曜はダメよ』の主題歌『瞳を僕に近づけて』が40万枚のヒットとなる。

### 活動休止〜再結成
1994年、コルベッツの活動休止後、弥吉淳二と2人で音楽ユニット・AXXLを結成、秋元康作詞の『抱きしめても泣き止まない』でメジャー・デビュー。1997年にstereo criminalsに改名、ジョニー・フィンガーズのプロデュースを受けるが1998年に解散。
1998年、所属事務所を独立。コルベッツの活動を再開。各種SNSを開設。その後レコード会社をユニバーサルミュージックに移籍、コンスタントにアルバムをリリース、現在に至る。